# Крах інженера Гаріна
«Крах інженера Гаріна» (рос. «Крах инженера Гарина») — російський радянський чотирисерійний науково-фантастичний телевізійний фільм 1973 року, поставлений режисером Леонідом Квініхідзе за романом Олексія Толстого «Гіперболоїд інженера Гаріна».

## Сюжет
Травень 192… року. На покинутій дачі під Ленінградом знайдений убитим інженер Петро Петрович Гарін. Одночасно в руках радянських учених опиняється лист його загиблого в тайговій експедиції друга, Манцева, з якого виходить, що Гарін працював над проблемою «теплового променя». Про те ж свідчать деякі дивні факти та цікаві знахідки на дачі. Швидко з'ясовується, що справжньому Гаріну (Олег Борисов) вдалося врятуватися від убивць-іноземців — загинув його приятель, загримований під справжнього інженера. Сам Гарін втік та переховується за кордоном. Колишній слідчий карного розшуку, а нині фізик Шельга (Олександр Бєлявський) вирушає за завданням Академії Наук слідом за Гаріним, щоб дізнатися більше про його роботу і переконати інженера повернутися.
Виявляється, що скориставшись ідеями і матеріалами Манцева, Гарін дійсно розробив апарат, що випромінює тепловий промінь, здатний пропалювати об'єкти на великій відстані. Гарін хоче використати свій апарат для здійснення божевільної ідеї — стати володарем світу. Він збирається бурити надглибокі свердловини в Південній Америці, щоб дістатися до невичерпних покладів золота, що знаходяться у глибині Землі. Для реалізації проекту йому потрібен великий початковий капітал, і Гарін залучає американського промисловця Роллінга (Василь Корзун). Роллінг намагається за допомогою своїх підручних-гангстерів захопити модель апарату й убити Гаріна, але в сутичці з ними Гарін перемагає, підставляючи вбивцям ще одного свого двійника і привертаючи на свій бік Зою Монроз (Нонна Терентьєва) — свою нову знайому, колишню коханку Роллінга. Гарін і Роллінг домовляються, і на гроші Роллінга Гарін створює потужний апарат, яким Роллінг знищує хімічний завод своїх німецьких конкурентів (анілінова компанія Дітца).
Ще одним претендентом на апарат Гаріна стає така-собі організація нацистського толку, одним з агентів якої виявляється особистим секретарем Роллінга Шефер (Михайло Волков). Таємно від Роллінга Шефер готує викрадення Гаріна й апарату для використання його організацією як абсолютною зброєю. Також розслідуванням створення апарату за допомогою свого племінника Вольфа (Олександр Кайдановський) займається німецький магнат анілінової компанії Дітц; відмовившись допомагати в заволодінні апарату Гаріна, Вольф гине від рук нацистів, що побоюються просочування інформації про апарат і про знищення хімічного заводу. Шельга знаходить Гаріна, але, поранений Роллінгом, надовго потрапляє до лікарні під контролем нацистів. Нацисти випускають Шельгу з лікарняного ув'язнення в надії за його допомогою купити апарат у Гаріна. Гарін запрошує Шельгу на яхту «Аризона», на якій він в компанії Роллінга і Шефера збирається відплисти в Південну Америку, де Роллінг вже придбав для Гаріна концесію на розробку надр. Шельга намагається переконати Гаріна відмовитися від своїх прожектів і повернути апарат в Росію, але безуспішно. Зоя, що залишилася на березі, щоб зберегти та при необхідності розголосити компрометуючі матеріали на Роллінга, по дорозі з порту гине в підлаштованій Шефером автокатастрофі. Ніякої страховки у Гаріна не залишається, фактично він опиняється у пастці на яхті.
Шефер виводить з ладу яхту поблизу незаселеного вулканічного острівця. Шельга встигає покинути корабель і вплав дістатися до острова незадовго до приходу шлюпок з тонучої яхти. Піднявшись по скелях, він стає свідком того, як невелика група невідомих осіб за допомогою отруйних газів вбиває усіх, що висадилися, окрім двох — Шефер надіває заздалегідь підготовлені протигази на себе і на Гаріна, що втрачає свідомість. Гарін і його апарат опиняються в руках нацистів. До острова наближається гідроплан нацистів, який повинен буде забрати групу. Шельга викликає на себе вогонь з апарату Гаріна. В результаті промінь апарату пробиває стіну згаслого вулкану і потік каменів і води з озера, що утворилося в кратері, змиває усіх в море. Живими залишається лише матрос, якого відразу після висадки відправили шукати прісну воду, — він уникнув газової атаки й повернувся до шлюпок, заставши там лише мертвих.

## У ролях
| • Олег Борисов            | … | Петро Петрович Гарін, інженер, творець апарату    |
| • Нонна Терентьєва        | … | Зоя Монроз, подруга інженера Гаріна               |
| • Олександр Бєлявський    | … | Василь Віталійович Шельга                         |
| • Василь Корзун           | … | Роллінг, глава американського хімічного концерну. |
| • Геннадій Сайфулин       | … | Віктор Ленуар                                     |
| • Михайло Волков          | … | Шефер                                             |
| • Володимир Татосов       | … | Тиклінський                                       |
| • Ігор Кузнецов           | … | Янсен                                             |
| • Юхим Копелян            | … | Гастон Леклер-«Качиний Ніс»                       |
| • Григорій Гай            | … | Райхер                                            |
| • Ернст Романов           | … | Олексій Семенович Хлинов                          |
| • Віталій Юшков           | … | Арну                                              |
| • Олександр Кайдановський | … | Вольф, лікар                                      |

| • Володимир Костін     | … | слідчий                           |
| • Альгімантас Масюліс  | … | Штуфер                            |
| • Анатолій Шведерський | … | Дітц                              |
| • Валентин Нікулін     | … | портьє                            |
| • Сергій Свистунов     | … | лікар                             |
| • Олена Драпеко        | … | чергова в готелі (немає в титрах) |
| • Олександр Жданов     | … | міліціонер (немає в титрах)       |
| • Семен Берлін         | … | метрдотель (немає в титрах)       |
| • Гедимінас Карка      | … | епізод (немає в титрах)           |
| • Олександр Дем'яненко | … | епізод (немає в титрах)           |
| • Марина Юрасова       | … | Манцева (немає в титрах)          |
| • Раса Кіркільоніте    | … | студентка (немає в титрах)        |
| • Георгій Тейх         | … | власник готелю (немає в титрах)   |

## Виробництво

### Знімальна група
- Автор сценарію — Сергій Потєпалов за романом Олексія Толстого «Гіперболоїд інженера Гаріна» (1927)
- Режисер-постановник — Леонід Квініхідзе
- Оператор — В'ячеслав Фастович
- Композитор — Владислав Успенський
- Монтаж — Олександра Боровська
- Художник-постановник — Борис Биков
- Художник по костюмах — Тетяна Кочергіна
- Художник-декоратор — І. Мішина
- Звукорежисер: Галина Горбоносова
- Диригент: Юрій Серебряков

### Комбіновані зйомки
Для створення зображення, що розрізають променем гіперболоїда предмети, у фільмі використана оригінальна технологія макетної зйомки. Елементи макету, які на екрані повинні світитися червоним кольором, обклеювалися відбиваючим матеріалом «Скотчлайт» з гостронаправленою характеристикою відображення. Перед об'єктивом кінознімального апарату ПСК-29 під кутом 45° встановлювалося напівпрозоре дзеркало, що відбивало світло від прожектора з червоним світлофільтром на макет. В результаті червоне світіння було отримане тільки в заданих частинах макету, що відповідають «розрізу променем», оскільки інші об'єкти світло прожектора не відбивали. Використана технологія близька до фронтпроєкції, але відрізняється відсутністю акторів що знімаються у просторі.

## Критика
Незважаючи на присутність талановитих акторів, ця кіноверсія роману отримала низькі оцінки критиків (опублікована в журналі «Советский экран» рецензія мала нещадну назва — «Крах режисера Квініхідзе») і глядачів. Нарікання викликала і гра переважної більшості акторів, включаючи виконавців головних ролей. Про Борисова журнал «Крокодил» (саме він дав заголовок своїй рецензії «Крах режисера Квініхідзе») написав, що Гарін у нього вийшов «якийсь блідуватий». Про Бєлявського повідомив, що режисер не знав, що робити з цим «стороннім персонажем» (Шельга), і тому запхнув його на дві серії в лікарню.

## Відмінності від роману
- Місцем добування золота в романі був обраний незаселений острів. У фільмі Гарін пропонував «розпиляти» Анди.
- Другорядний персонаж Шефер у фільмі став агентом загадкової організації фашистського толку і активно впливає на події.
- Велика частина роману, присвячена Золотому острову, організованій Гаріним глобальній кризі, протистоянню Гаріна і Шельги і подальшій світовій революції, у фільм не потрапила.
- Шельга у фільмі не співробітник карного розшуку, а фізик-початківець (хоча раніше і працював в угро). Справою Гаріна він займається не за службовим обов'язком, а з наукового інтересу і патріотичних спонукань.
- Слово «гіперболоїд» у фільмі не використовується, апарат Гаріна називають просто апаратом, зовні він мало схожий на його детальний опис у романі (як перший зразок апарату використовується фагот зі вбудованою всередину лампою). Про облаштування апарату майже нічого не говориться, згадується лише, що в ньому використовуються деякі кристали, знайдені геологом Манцевим, внаслідок чого апарат виявляється унікальним пристроєм, непридатним для масового виробництва, — кількість кристалів дуже обмежена.
- У фільмі Гарін на відміну від роману не зрадник, що кинув ученого Манцева в тайзі та вкрав результати його робіт, а його близький друг і соратник, що продовжив наукові дослідження зі створення апарату після його смерті.